# Cultura Tafí

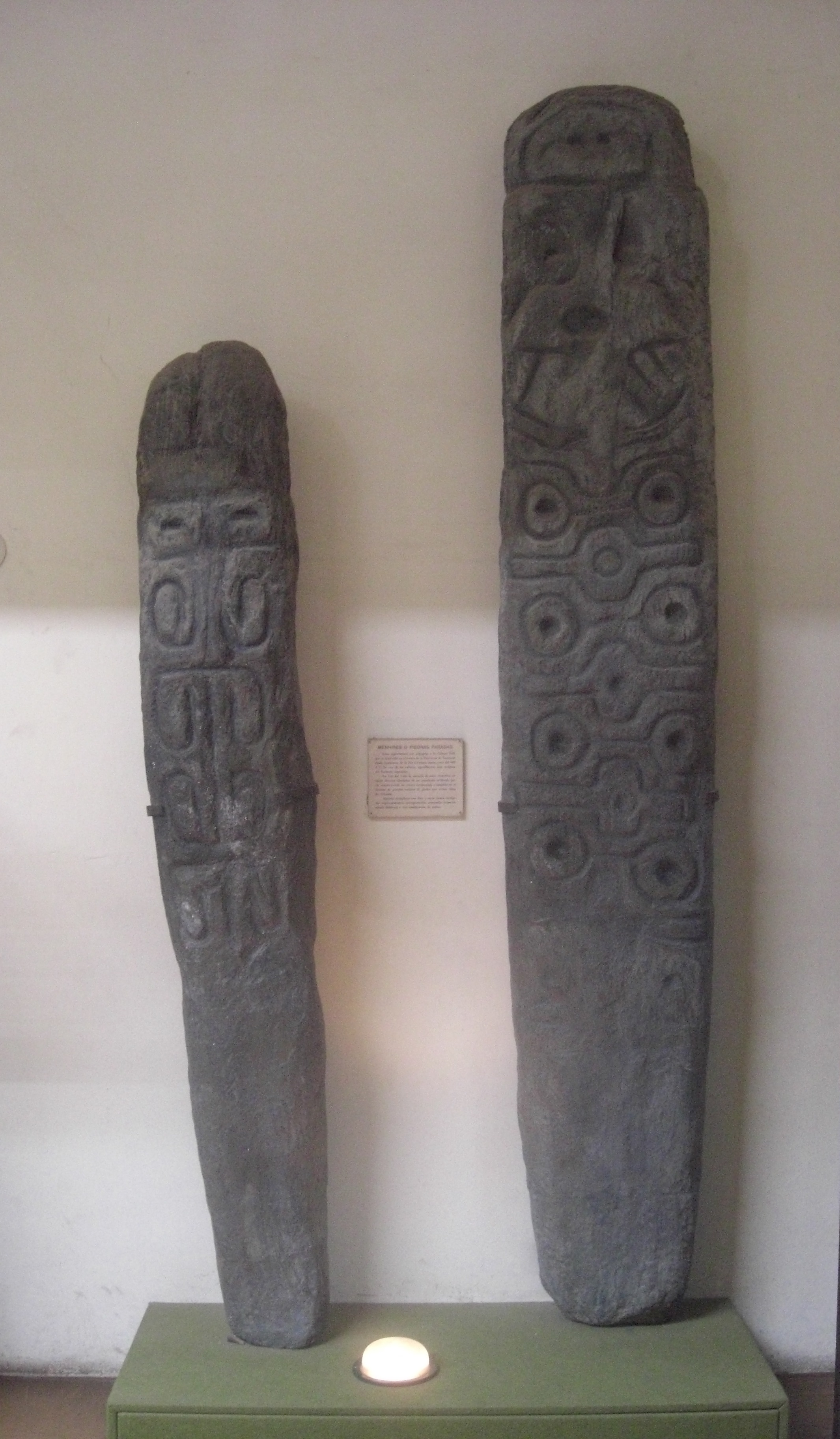
Menhirs de la cultura Tafí. Col·lecció del Museu de La Plata

La cultura Tafí es va desenvolupar a l'oest de la província argentina de Tucumán, principalment en zona de Tafí del Valle, entre el 300 aC i el 600.
Van ser pobles agricultors que conreaven principalment blat de moro en feixes. Criaven llames i es complementaven amb la caça d'animals.
Es relaciona amb la cultura de La Candelaria i és possible que hagi tingut origen a l'altiplà bolivià.
Formaven petits llogarets ubicats al peu de muntanya, els habitatges eren recintes circulars amb murs pedra i sostres de branques i palla.
Van esculpir en pedra grans monòlits de fins a 3 metres d'alçaria, anomenats «menhirs», alguns decorats amb motius en baix relleu.